# SMS Triglav (1913)
«Триглав» (SMS Triglav) — эскадренный миноносец ВМС Австро-Венгрии периода Первой Мировой войны типа «Татра». Строился на верфи «Ganz-Danubius», Порто-Ре. Спущен на воду в 1913 году. В 1915 году участвовал в Первой битве при Дурресе. Взорвался на мине вблизи побережья Албании. Его имя получил новейший австро-венгерский эсминец типа «Эрзац Триглав» (буквально-«заменяющий Триглав»), вошедший в строй в самом конце войны. Назван в честь горы Триглав.

## Характеристики
«Триглав» был оснащëн четырьмя паровыми котлами, работающими на нефти и двумя – на угле. Они работали с двумя паровыми турбинами AEG-Curtis. Корабль был вооружëн двумя одиночными пушками калибра 100 мм L/50 (по одной на носу и корме), шестью одиночными 66-мм пушками L/45 (по три на каждом борту) и двумя двойными торпедными установками калибра 450 мм.

## Боевой путь
28 июля шесть кораблей класса Tátra и разведывательные крейсера SMS Saida и SMS Helgoland, усиленные немецкой подводной лодкой UB-14, попытались отбить архипелаг Палагружа в Адриатическом море, который был занята итальянцами 11 июля. Несмотря на сильную бомбардировку кораблей, десант из 108 человек не смог преодолеть гарнизон из 90 человек и был вынужден отступить. 
29 ноября патрулировать албанское побережье и нарушать передвижение войск союзников заставил его перевести Helgoland, её сестру SMS Novara и корабли класса Tátra в Котор. Был потерян в ходе Битвы при Дурресе.